# Berlin-Spandauer Schifffahrtskanal
Berlin-Spandauer Schifffahrtskanal, även känd under det äldre namnet Hohenzollernkanal, är en 12,1 kilometer lång sjöfartskanal i västra Berlin som sammanbinder floderna Spree och Havel.

## Namn
Sedan 1996 års större stavningsreform av tyskan stavas sammansatta ord med trippel konsonant i de fall där dubbel konsonant i slutet på förledet följs av samma inledande konsonant i efterledet. Enligt myndigheternas skrivregler blir därmed den officiella stavningen "Schifffahrtskanal".
Kanalens äldre namn, Hohenzollernkanal, används fortfarande ofta informellt både bland Berlinbor och turister och förekom fram till 1990-talet även på kartor, men officiellt ändrades namnet på kanalen i samband med den allierade ockupationen 1945. Det första namnet på kanalen vid tillkomsten i mitten av 1800-talet var Spandauer Canal.

## Sträckning
I närheten av Riksdagshuset, norr om Platz der Republik, gör floden Spree en av flera större meanderslingor, Spreebogen, i sitt slingrande lopp västerut. Här börjar kanalen norrut från Spree och öppnar sig till en hamnbassäng, Humboldthafen, mellan Berlin Hauptbahnhof på västra sidan och Charitésjukhuset på östra sidan. Från Humboldthafen löper kanalen till en början norrut, med Europacity på västra sidan och Bundeswehrkrankenhaus på östra sidan, genom Nordhafen, förbi Moabits värmekraftverk till Westhafen, därifrån genom Jungfernheide och mynnar slutligen vid Spandauer Sees norra ände i floden Havel. Fram till 1914 vek kanalen av något norrut och hade istället sin mynning i Tegeler See. På grund av nivåskillnaden mellan Spree och Havel finns även en sluss vid Plötzensee. De östra fem kilometerna av kanalen ligger därmed i nivå med Spree medan de västra sju kilometerna ligger i nivå med Havel. Väster om Westhafen råder förbud mot trafik med fritidsbåtar.

## Historia
Kanalen anlades under namnet Spandauer Canal mellan 1848 och 1859, efter ritningar av landskapsarkitekten Peter Joseph Lenné. Syftet med kanalen var att underlätta flodtrafiken i Preussen, mellan Berlin och kungarikets östra provinser över Finowkanalen. Den skapade kanalförbindelsen kringgick Sprees vindlande nedre lopp och förkortade resvägen med omkring sex kilometer. Kanalens södra inlopp följde den befintliga Charitégraben, den nedersta delen av Schönhauser Graben. Vid Nordhafen skapades en mynning för Schönhauser Graben i kanalen. Före kanalens anläggande fram till omkring 1825 vek Schönhauser Graben av åt sydost och passerade närmare sjukhuset för att mynna i Spree vid Unterbaum ett stycke uppströms, men redan på 1842 års karta finns en förbindelse över Humboldthafen till Spree, medan den gamla sträckningen inte längre nyttjades för sjöfarten. På 1890-talet byggdes kanalens övre del ut för större fartyg.
I samband med anläggandet av en vattenled för större flodgående fartyg mellan Berlin och Stettin, från 1906 till 1914, inkluderades Haveldelen i den nya leden. Slussen vid Plötzensee blev startpunkt för vattentransportleden. I och med kanalens öppnande 17 juni 1914 ändrades beteckningarna. Eftersom tre fjärdedelar av kanalens lopp låg på den dåvarande självständiga staden Spandaus område, hade man fram till 1914 använt beteckningen Spandauer Schiffahrtkanal. Medan den nedre delen av kanalen 1914 erhållit namnet Hohenzollernkanal tillsammans med den nya transportledens sträckning över Oder-Havelkanalen ända till Hohensaaten vid Oder, låg den östra övre delen av kanalen övervägande på staden Berlins område och kallades därefter för Berlin-Spandauer Schiffahrtkanal. 
I stadsdelen Siemensstadt kom vid anläggandet av Hohenzollernkanalen en skarp kurva i kanalen att skäras av. På så sätt kom Siemensverkens industriområde att skäras av till en ö, Gartenfelder Insel. Dessutom rätades kanalens mynning ut så att den nu mynnade direkt i floden Havel, istället för att som tidigare mynna i Kleine Malche-viken i Tegeler See. Den gamla kanalsträckningen är fortfarande bevarad under namnet Alter Berlin-Spandauer Schiffahrtkanal. Endast den korta sträckningen närmast Tegeler See på den gamla kanalen fylldes igen. Under 1930-talet breddades kanalens nedre del för att kunna tillåta tre fartyg i bredd. 
Efter 1945 kom namnet Berlin-Spandauer Schiffahrtkanal att officiellt bli namnet även för den nedre delen av kanalen, så att namnet Hohenzollernkanalen officiellt avskaffades. I folkmun har dock det gamla namnet länge levt kvar och anges ofta parallellt med det officiella.
Från 1945 till 1990 löpte sektorgränsen mellan de franska och sovjetiska ockupationssektorerna i Berlin längs en del av kanalens östra sida, från Sandkrugbrücke till Kieler Strasse. Därmed kom den östra kajen att bli del av ingenmanslandet kring Berlinmuren från 1961. Stora delar av Invalidenfriedhof jämnades därmed med marken för att ge plats åt gränsanläggningarna.
Redan Lennés ursprungliga ritningar för kanalen innehåller planer på en strandpromenad. Sedan Tysklands återförening 1990 har detta promenadstråk slutligen i hög grad förverkligats längs kanalens sidor.